# سینت جان (کنتاکی)
سینت جان (به انگلیسی: Saint John) یک منطقهٔ مسکونی در ایالات متحده آمریکا است که در شهرستان هاردین، کنتاکی واقع شده‌است. سینت جان ۲۳۰٫۱۳ متر بالاتر از سطح دریا قرار دارد.